# Uesugi Kagekatsu
Uesugi Kagekatsu (上杉 景勝, 8 de gener de 1556 - 19 d'abril de 1623) va ser un samurai dàimio japonès durant els períodes Sengoku i Edo. Era fill adoptiu d'Uesugi Kenshin i el cunyat d'Uesugi Kagetora.

## Biografia

### Infantesa i ascens
Kagekatsu era fill de Nagao Masakage, el cap del clan Ueda Nagao i marit de la germana gran d'Uesugi Kenshin, Aya-Gozen. Després de la mort del seu pare, va ser adoptat per Kenshin. El seu nom com a nen era Unomatsu.
El 1577, va participar en la batalla de Tedorigawa. A la mort de Kenshin el 1578, Kagekatsu va lluitar contra l'altre fill adoptiu de Kenshin, Uesugi Kagetora, per l'herència, derrotant-lo al setge d'Otate de 1578.
El 1579, va obligar a Kagetora a cometre seppuku i es va convertir en cap del clan Uesugi. Kagekatsu es va casar amb la germana de Takeda Katsuyori (filla de Takeda Shingen) després del setge d'Otate.

### Conflicte amb Oda
El 1579, amb el suïcidi de Kagetora els generals d'Oda Nobunaga (encapçalats per Shibata Katsuie) van conquerir les terres dels Uesugi a Kaga, Noto i Etchu.
El 1582, Kagekatsu va dirigir un exèrcit a Etchu i va ser derrotat per les forces d'Oda a la batalla de Tenjinyama. Va tornar precipitadament a Echigo quan es va assabentar que el general d'Oda Mori Nagayoshi havia atacat Echigo en la seva absència.
Quan Oda va posar el setge del castell d'Uozu a Etchu, en el curs del qual van ser assassinats una sèrie d'importants servidors Uesugi, la fortuna de Kagekatsu va semblar desolada. Kagekatsu va enviar una carta a Satake Yoshishige, els seus aliats. Va ser com una nota de suïcidi.
| « | Si us plau, no us preocupeu per nosaltres. Vaig néixer en una bona època. Lluitarem contra més de 60 províncies del Japó amb només aquesta província d'Echigo. Si sobreviurem, em convertiré en un heroi inigualable. Encara que estiguem destruïts, el meu nom passarà a la història. | » |

El castell d'Uozu va caure el 3 de juny de 1582 i Oda Nobunaga moriria divuit dies després, a Kyoto. Els Uesugi van rebre el missatge de la mort de Nobunaga poc després.

### Mort
El 20 de març de 1623, Kagekatsu va morir a Yonezawa. Tenia entre 67 i 69 anys. El va succeir Uesugi Sadakatsu, el seu fill il·legítim.
Les restes de Kagekatsu es van dipositar al temple Shojoshin-in al mont Kōya, ciutat de Koya, mentre que les seves cendres i el vestit de cort i el kabuto es van guardar al mausoleu de la família Uesugi situat a Yonezawa, prefectura de Yamagata.